# Pipes of Peace (singolo)
Pipes of Peace è la title track dell'omonimo album di Paul McCartney. Venne pubblicato come singolo (il 33° per il musicista) in Regno Unito nel periodo natalizio, con sul lato B So Bad. Arrivò al vertice delle classifiche e vi rimase per due settimane, terzo singolo a conquistare la posizione numero uno in patria e il primo da solista: senza contare quelli coi Beatles, i due precedenti erano Mull of Kintyre con i Wings ed Ebony and Ivory, un duetto con Stevie Wonder.

## Descrizione

### Testo e registrazione
Nel testo di Pipes of Peace compare un verso, leggermente modificato rispetto all'originale, di una poesia di Rabindranath Tagore, poeta vissuto a cavallo tra Ottocento e Novecento, vincitore nel 1913 di un Premio Nobel. Il brano fu registrato nel settembre 1982 durante le sedute di registrazione per Tug of War; dalle sessioni per questo LP nacque buona parte dell'album Pipes of Peace. La 'band di supporto era composta da Andy Mackay, Steve Gadd, Eric Stewart e Ringo Starr.

### Pubblicazione
Il singolo uscì il 5 dicembre 1983 con in copertina una fotografia di Linda Eastman, presente anche sul retrocopertina. Nel solco del disco compare la parola Utopia. Durante la promozione del 45 giri fu realizzato anche un videoclip che mostra scene dalla tregua tra l'esercito britannico e quello tedesco nel giorno di Natale del 1914, durante la prima guerra mondiale.
Girato a Chobham Common nel Surrey, fu prodotto da Hugh Symonds vi sono presenti oltre cento comparse. Il polistrumentista vi interpreta sia un soldato britannico che uno tedesco che si mostrano le fotografie delle rispettive mogli, mentre altri soldati della truppa giocano a calcio e si scambiano generi di conforto nella terra di nessuno. Per dare maggior realismo al filmato, McCartney si tagliò i capelli per la scena prima dello sparo. Sullo stesso episodio è basato il successo dei Farm All Together Now (1991).
In seguito Pipes of Peace venne pubblicata sulle raccolte All the Best! (1987) e Wingspan: Hits and History (2001) oltre che su numerose raccolte di musica anni Ottanta e natalizia. Non venne mai eseguita dal vivo.